# Henry de Vere (18e comte d'Oxford)
Henry de Vere, 18e comte d'Oxford (24 février 1593 - juin 1625) est un aristocrate, courtisan et militaire anglais.

## Biographie
Il est né le 24 février 1593 à Newington, Middlesex, fils unique d'Edward de Vere, 17e comte d'Oxford, et de sa seconde épouse, Elizabeth Trentham. Il succède à son père comme comte le 24 juin 1604.
On dit qu'il fait ses études à l'Université d'Oxford. Il est admis membre de l'Inner Temple en novembre 1604 et obtient un MA d'Oxford le 30 août 1605. Il est fait chevalier du Bain le 3 juin 1610 et gardien de Havering Park le 15 novembre 1611. Dans sa jeunesse, il a une réputation de débauché.
À la mort de sa mère, au début de 1613, il hérite d'une part de sa fortune et entreprend une longue tournée à l'étranger. De Bruxelles il traverse la France jusqu'en Italie. A Venise en 1617, il offre de lever un corps de volontaires pour le service de la république, et il s'efforce d'obtenir la libération de son parent Sidney Bertie, tombé aux mains de l'Inquisition à Ancône.

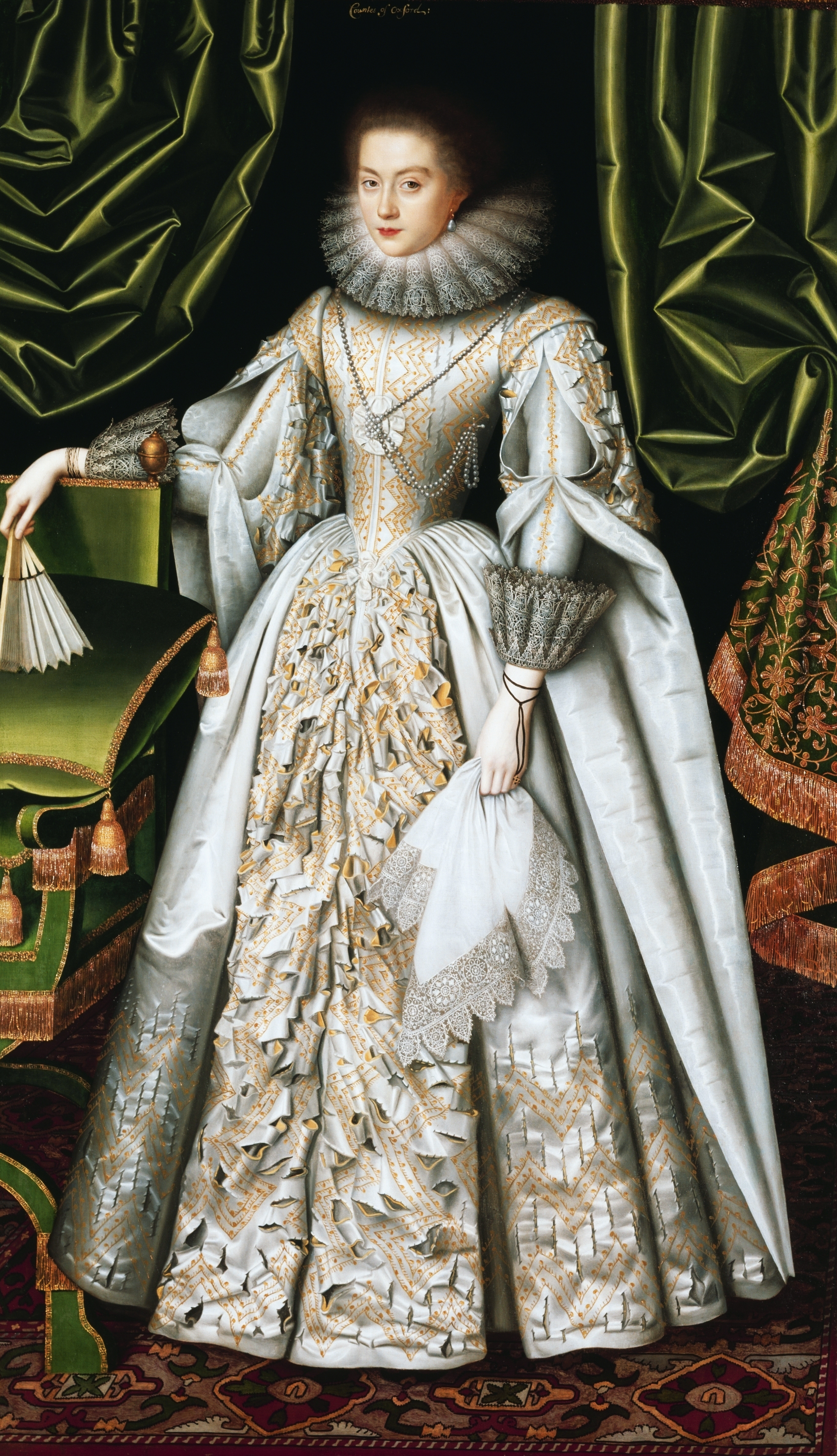
Lady Diana Cecil en 1614, portrait par William Larkin

Alors qu'Oxford est encore à l'étranger, il est impliqué par procuration dans un drame familial enchevêtré. Contre la volonté de Sir Edward Coke, Lady Hatton, épouse de Coke, propose à Oxford la main de sa fille Frances Coke, que le roi souhaite marier à Sir John Villiers, frère de George Villiers (1er duc de Buckingham) . Lady Hatton bloque en fait le plan de Coke pour améliorer sa réputation à la cour, avec Buckingham ; elle le fait en prétendant que Frances est déjà promise à Oxford . Cette opération ratée jette les germes d'une future querelle entre Buckingham et Oxford, bien que le mariage de Villiers avec Frances ait eu lieu en septembre 1617. Oxford retourne en Angleterre en octobre 1618. Le 22 mai 1619, il est admis à la charge héréditaire de Lord-grand-chambellan .
Entre juin et novembre 1620, il sert sous les ordres de son parent, Sir Horatio Vere dans le Palatinat, et à son retour chez lui, il est nommé, en janvier 1621, au conseil de guerre chargé de déterminer l'aide que l'Angleterre apporterait Frédéric V du Palatinat. En juillet 1621, une expression imprudente de mécontentement à l'égard du mariage espagnol entraîne quelques semaines d'emprisonnement dans la tour de Londres. En décembre 1621, il est nommé par Buckingham pour commander l'Assurance, un navire chargé de garder la Manche. Il sert en mer jusqu'en mars 1622, mais est démis de ses fonctions pour ingérence lorsque le frère de Buckingham, Christopher Villiers, cherche à épouser la cousine d'Oxford, Elizabeth Norris, la fille de la demi-sœur d'Oxford, Bridget de Vere, et Francis Norris, 1er comte de Berkshire. Oxford aurait déclaré qu'il "espérait que le temps viendrait où la justice serait gratuite et ne passerait pas seulement entre les mains de Buckingham". Pour cette déclaration, Oxford est envoyé à la Tour, et le roi Jacques ordonne à son procureur général de le poursuivre dans la Chambre étoilée. Oxford est gardé prisonnier pendant vingt mois, malgré les efforts répétés de ses amis pour obtenir sa libération. Il est finalement libéré le 30 décembre 1623 à la demande du prince Charles et de Buckingham lui-même, « dans l'espoir de lisser les eaux avant la prochaine session parlementaire ».
Immédiatement après (1er janvier 1624) Oxford épouse Lady Diana Cecil, fille de William Cecil (2e comte d'Exeter) et Elizabeth Drury  une beauté qui lui rapporte une fortune de 30 000 £. Francis Bacon dans sa disgrâce demande des faveurs dans une lettre obséquieuse qu'il adresse au comte le mois de son mariage. Oxford refuse une réconciliation avec Buckingham.
En juin 1624, il se rend aux Pays-Bas comme colonel d'un régiment d'infanterie volontaire qui est levé pour le service de l'électeur palatin. Il assiste en juin à l'assaut infructueux de Ter-heiden, dans le cadre des opérations de soulagement de Bréda mais meurt peu après à La Haye de fièvre. Il est enterré à l'abbaye de Westminster le 25 juillet 1625. Il ne laisse aucun descendant et est remplacé par un cousin germain, Robert de Vere. Une élégie lui est dédiée par le poète Abraham Holland et publiée après la mort d'Abraham Holland par son frère, l'imprimeur Henry Holland dans un recueil intitulé Hollandi Posthuma.